# Brandon Goodwin
Brandon Datrelle Goodwin (Norcross, 6 febbraio 1995) è un cestista statunitense naturalizzato qatariota.

## Statistiche

### College
| Anno      | Squadra     | PG  | PT  | MP   | TC%  | 3P%  | TL%  | RP  | AP  | PRP | SP  | PP   |
| --------- | ----------- | --- | --- | ---- | ---- | ---- | ---- | --- | --- | --- | --- | ---- |
| 2013-2014 | UCF Knights | 28  | 9   | 14,7 | 39,7 | 22,2 | 59,2 | 1,9 | 1,8 | 0,5 | 0,0 | 3,0  |
| 2014-2015 | UCF Knights | 30  | 30  | 33,8 | 43,7 | 26,2 | 60,7 | 3,9 | 4,2 | 1,2 | 0,1 | 10,2 |
| 2016-2017 | FGCU Eagles | 34  | 34  | 31,6 | 51,2 | 35,3 | 79,1 | 4,5 | 4,1 | 1,2 | 0,1 | 18,5 |
| 2017-2018 | FGCU Eagles | 34  | 33  | 33,4 | 47,0 | 27,5 | 75,0 | 5,5 | 4,8 | 1,4 | 0,1 | 18,6 |
| Carriera  | Carriera    | 126 | 106 | 28,8 | 47,4 | 30,1 | 71,6 | 4,1 | 3,8 | 1,1 | 0,1 | 13,1 |

### NBA

#### Regular Season
| Anno      | Squadra             | PG  | PT | MP   | TC%  | 3P%  | TL%  | RP  | AP  | PRP | SP  | PP  |
| --------- | ------------------- | --- | -- | ---- | ---- | ---- | ---- | --- | --- | --- | --- | --- |
| 2018-2019 | Denver Nuggets      | 16  | 0  | 3,6  | 26,1 | 33,3 | 81,8 | 0,2 | 0,9 | 0,0 | 0,0 | 1,4 |
| 2019-2020 | Atlanta Hawks       | 34  | 1  | 12,6 | 40,0 | 29,9 | 93,3 | 2,1 | 1,5 | 0,4 | 0,1 | 6,1 |
| 2020-2021 | Atlanta Hawks       | 47  | 5  | 13,2 | 37,7 | 31,1 | 65,1 | 1,5 | 2,0 | 0,4 | 0,0 | 4,9 |
| 2021-2022 | Cleveland Cavaliers | 36  | 5  | 13,9 | 41,6 | 34,5 | 63,2 | 1,9 | 2,5 | 0,7 | 0,0 | 4,8 |
| Carriera  | Carriera            | 133 | 11 | 12,1 | 39,0 | 31,5 | 73,0 | 1,6 | 1,9 | 0,4 | 0,0 | 4,7 |

### G League
| Anno      | Squadra          | PG | PT | MP   | TC%  | 3P%  | TL%  | RP  | AP  | PRP | SP  | PP   |
| --------- | ---------------- | -- | -- | ---- | ---- | ---- | ---- | --- | --- | --- | --- | ---- |
| 2018-2019 | Memphis Hustle   | 10 | 10 | 33,6 | 51,1 | 33,9 | 79,1 | 5,1 | 4,6 | 1,6 | 0,1 | 23,6 |
| 2018-2019 | Iowa Wolves      | 16 | 15 | 39,0 | 46,9 | 41,5 | 67,7 | 8,1 | 6,3 | 1,1 | 0,3 | 21,2 |
| 2019-2020 | C.P. Skyhawks    | 17 | 17 | 34,5 | 44,1 | 39,6 | 68,2 | 6,1 | 7,8 | 1,6 | 0,2 | 19,1 |
| 2021-2022 | Westch. Knicks   | 7  | 5  | 35,1 | 42,4 | 34,1 | 52,9 | 4,9 | 7,9 | 1,9 | 0,1 | 15,3 |
| 2021-2022 | Cleveland Charge | 3  | 1  | 33,8 | 40,4 | 28,0 | 66,7 | 5,0 | 5,3 | 1,3 | 0,0 | 20,3 |
| 2023-2024 | Westch. Knicks   | 41 | 41 | 37,0 | 40,2 | 31,6 | 78,6 | 5,8 | 8,9 | 1,1 | 0,5 | 20,9 |
| Carriera  | Carriera         | 94 | 89 | 36,3 | 43,3 | 34,4 | 72,5 | 6,0 | 7,6 | 1,3 | 0,3 | 19,5 |